# 乘数效应
乘数效应（英語：Multiplier Effect），更完整地说是收入／支出乘数效应，是宏观经济学的一个概念，是指經濟活動中某一變量的变化导致经济總需求与其不成比例的变化。这一概念通常与凱因斯经济学相联系，其他一些经济学学派低估或否认这一效应对于宏观经济，尤其是长期看来的重要性。
當一件事情發生時，而去觸發事情的原因擴大時，其事情所得之結果也會因而以更大的幅度擴大。例如，當市場好景時，政府投資或公共開支擴大、稅收減少時，對國民收入有加倍擴大的作用，從而產生宏觀經濟的擴張效果。
原理
依據凱因斯絕對所得理論，消費支出受當期所得水平影響，兩者間呈函數關係，即：
C = a + b (Y-t)，
其中C為消費支出，a為必要性消費，Y為所得，t為稅費，b為邊際消費傾向，且0 < b < 1。
當可支配所得（即Y-t）增加1單位時，消費支出將增加b單位。
假設甲國之邊際消費傾向為k，該國國民乙之當期可支配所得增加N，則乙之當期消費支出將增加kN；假設乙將其用於向丙購買服飾，即等同丙之當期可支配所得增加kN，則丙之當期消費支出將增加(k^2)N；假設丙將其用於向丁購買零食，即等同丁之當期可支配所得增加(k^2)N，則丁之當期消費支出將增加(k^3)N……
以此類推，若國民乙當期可支配所得增加N，則甲國總體消費支出將增加：
S = kN + (k^2)N + (k^3)N … + (k^n)N，
即首項為kN、公比為k之無窮等比級數和。
依據無窮等比級數和之公式，由於|k| < 1，該等比級數收斂，其等比級數和公式為：
S = i / (1-q)，
其中S為等比級數和，i為首項，q為公比。
將i = kN、q = k代入以上公式，則：
S = kN / (1-k) = (1 / (1-k)) × kN。
意即，當國民乙之當期可支配所得增加N時，甲國總體消費支出將增加(1 / (1-k)) × kN，其中(1 / (1-k))即為乘數。
由於0 < 1-k < 1，故乘數(1 / (1-k)) > 1，代表變量N造成之影響將被放大。

例如：已知边际消费倾向等于0.8（80％），现在有1,000,000欧元的新投资。根据上面的公式，可以得出结论：将产生5,000,000产量的增加。因为k=1/(1-0.8)等于5，表示产量将乘以乘数5。